# Szenti Tibor
Szenti Tibor (Hódmezővásárhely, 1939. november 9. –) Széchenyi-díjas magyar író, etnográfus.

## Élete
Szenti Tibor és Körmendy Rózsa gyermekeként született.
Középiskolai tanulmányait a Bethlen Gábor Gimnáziumban végezte szülővárosában. 1958-ban érettségizett. Főiskolai tanulmányait az Egészségügyi Főiskolán végezte Budapesten 1978–1979 között.
1960–tól 20 évig a megelőző egészségügyben dolgozott. 1980–2003 között a hódmezővásárhelyi városi kórházban egészségnevelő tanár. 2003-tól a Hódmezővásárhely Megyei Jogú Város Önkormányzatánál kulturális szaktanácsadó.

## Tagságai
1973-tól tagja a Magyar Néprajzi Társaságnak, 1978-tól a TIT-nek. A Debreceni Agrártudományi Egyetem hódmezővásárhelyi mezőgazdasági főiskolai karának 1980-tól külső tudományos munkatársa lett. Az MTA Szegedi Albizottsága Néprajzi Csoportjának megalakulása óta tagja. A Magyar Orvostörténeti Társaságnak 1981-től lett a tagja. A Magyar Népköztársaság Művészeti Alap Irodalmi Szakosztályának 1987-től megszűnéséig tagja volt. A Szeremlei Társaság alapító tagja volt. A Nagy Lajos Irodalmi és Művészeti Társaságnak 1992-2000 között volt tagja. A Sóshalmi olvasókör alapító tagja volt.
Irodalmi, szociográfiai és szocionéprajzi munkásságot folytatott.

## Művei

### Önálló kötetei
- A tanya (1979) (MEK)
- Parasztvallomások (1985) (MEK)
- Vér és pezsgő (Tények és tanúk) (1988) (MEK)
- Paráznák (1993) (MEK)
- A tetejetlen fán (1997) (MEK)
- Jocó, szólnak a harangok! (1998) (MEK)
- Állatjelölések (társszerző, 1998) (MEK)
- Bibó Lajos vallomásai (1999) (MEK)
- Szampó és Mirmidó (1999) (MEK)
- Betyártörténetek (2000) (MEK)
- Kalászkisasszony (2001) (MEK)
- Istenhez közelítve (2002) (MEK)
- Rendhagyó lexikon (2004) (MEK)
- Vásárhelyi emlékeim; Önkormányzat, Hódmezővásárhely, 2007
- Haiku; Mészáros A., Hódmezővásárhely, 2008
- Parasztvallomások. Gazdák emlékezései Hódmezővásárhelyről; 2. jav., bőv. kiad.; Századvég, Bp., .2008
- Csorcsán Szűcs Imre: Parasztversek; szerk. Szenti Tibor; Sóshalmi Olvasókör, Hódmezővásárhely, 2010
- Hódmezővásárhely néprajza; főszerk. Novák László Ferenc, szerk. Nagy Vera, Szenti Tibor; Németh László Városi Könyvtár és Pósa Lajos Gyermekkönyvtár, Hódmezővásárhely, 2015

### Egészségügyi kötetei
- Egészségünkért (1991)
- Mentálhigiénés könyvsorozat a nővérek továbbképzéséhez: I. Empátia (1993)
- Mentálhigiénés könyvsorozat a nővérek továbbképzéséhez: II. Önismeret (1994)
- Mentálhigiénés könyvsorozat a nővérek továbbképzéséhez: III. A hit (1994)
- Mentálhigiénés könyvsorozat a nővérek továbbképzéséhez: IV. A halál (1994)
- Mentálhigiénés könyvsorozat a nővérek továbbképzéséhez: V. A szeretet (1994)
- Mentálhigiénés könyvsorozat a nővérek továbbképzéséhez: VI. Megkapaszkodás és elszakadás (1995)
- Mentálhigiénés könyvsorozat a nővérek továbbképzéséhez: VII. Állat vagy ember? (1994)
- Készülődés az elmúlásra (2006)

## Díjai, kitüntetései
- Sebestyén Gyula Emlékérem (1977)
- Nívódíj (1986)
- Eötvös-ösztöndíj (1987)
- Bölöni György Emlékérem (1989)
- a Művészeti Alap irodalmi szociográfiai díja (1989)
- Pro urbe Hódmezővásárhely (1989)
- Telefaktum-díj (1990)
- Movi-díj (1990)
- Darvas József-díj (1992)
- Péczely Attila-díj (1996)
- Pro Sanitate díj (2004)
- A Magyar Köztársasági Érdemrend lovagkeresztje (2010)
- Széchenyi-díj (2022)[1]